# Charlie Savage
Charlie William Henry Savage (Leicester, 2 de mayo de 2003) es un futbolista británico que juega en la demarcación de centrocampista para el Reading F. C. de la League One.

## Trayectoria
Tras formarse en las categorías inferiores del Manchester United F. C., finalmente el 8 de diciembre de 2021 debutó con el primer equipo en la Liga de Campeones de la UEFA contra el BSC Young Boys que finalizó con un resultado de empate a uno tras el gol de Mason Greenwood para el Manchester United, y de Fabian Rieder para el Young Boys. Siguió jugando con el equipo sub-21 antes de ser cedido al Forest Green Rovers F. C. en enero de 2023. Después de este préstamo se desvinculó definitivamente de la entidad mancuniana y en el mes de julio firmó por cuatro años con el Reading F. C.

## Selección nacional
El 11 de octubre de 2023 hizo su debut con la selección de Gales en un amistoso ante Gibraltar que ganaron por cuatro a cero.

## Clubes
| Club                               | País       | Año       | Partidos | Goles |
| ---------------------------------- | ---------- | --------- | -------- | ----- |
| Manchester United F. C.            | Inglaterra | 2021-2023 | 1        | 0     |
| Forest Green Rovers F. C. (cedido) | Inglaterra | 2023      | 15       | 1     |
| Reading F. C.                      | Inglaterra | 2023-     | 96       | 12    |